# 中水あゆみ
豊田 えま（とよた えま、 1987年8月31日 - ）は、千葉県出身の日本の女性モデル、歌手、グラビアアイドルである。旧芸名は中水 あゆみ（なかみず あゆみ）及びえま。

## 略歴
2008年2月14日、魔法界からの任務遂行のためという体裁で地球に派遣され、4月4日より都内複数のライヴハウスでライヴ活動を始める。
2009年2月、初の冠番組『中水あゆみの！ナカミー魔法学園～☆』のMCを務める。活動の幅をラジオや動画コンテンツなど、様々な媒体に拡げていく。
2009年8月、CD発売と並行してグラビア活動を始める。人妻キャラとして知られるようになる。
2024年2月29日、結婚したことを報告、結婚に伴うグラビアアイドルからの卒業はせず、正真正銘の人妻グラビアアイドルとなった。

## 音楽作品
- BELIEVE　IN　MAGIC（ビリーブインマジック）・作曲、編曲、クマロボ（2008年） - 「中水あゆみの！ナカミー魔法学園～☆」のオープニング曲
- 期限の利益・作曲、編曲、クマロボ（2008年）
- Thank you a marriage partner（サンキューマリッジパートナー）・作曲、編曲、クマロボ（2008年） - 楽曲製作協力：フェザーハートミュージック
- 喪失感の歌（2009年）作曲、たけ＋ちーず☆すぷれっど

## DVD
- 草加大介ナンパ塾口説き検定口座（2009年）出演
- 1st グラビアDVD ビブラート
- 2nd Ｒadha

## インターネットテレビ
- 中水あゆみの！ナカミー魔法学園～☆

## 映画
- DT（2009年） - たいやきを食べる女性

## デジタル写真集
- はじめまして（2008年、studio SILK）
- 健やかに（2008年、studio SILK）
- 大人への階段（2009年、studio SILK）

## 雑誌
- 壮快（2009年、マキノ出版）